# Haptonème
L’haptonème (de hapt-, « attaché à », et νήμα / nima, filament) est un appendice filiforme, plus ou moins long selon l’espèce, caractéristique d'une seule classe d’algues unicellulaires flagellées, les « haptophytes » (à laquelle appartiennent par exemple les coccolithophores).

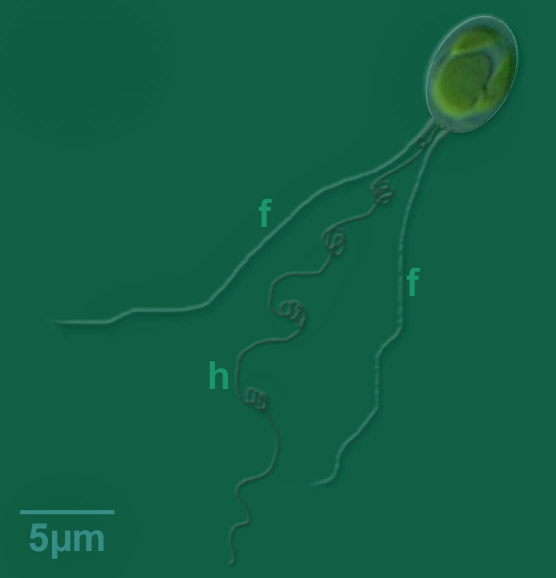
Exemple de forme et longueur d'haptonème (h) chez une algue de la classe Haptophyta, avec certains enroulements hélicoïdaux et ici entre deux flagelles (f). Bien d'autres tailles et formes d'haptonèmes sont trouvés chez les algues de cette classe. Chez certaines espèces, il est vestigial ou inexistant.

La plupart des spécialistes classent cette extension « filamenteuse » de la cellule parmi les organites. Souple et mobile, il semble être un prolongement externes de la membrane plasmique intracellulaire. Il comprend une gaine de réticulum endoplasmique, et en son centre un « faisceau » de plusieurs microtubules ancrés à proximité de la paroi cellulaire et/ou dans la cellule elle-même (selon l’espèce).
L’haptonème émerge de la cellule entre les deux flagelles dans le « pôle flagellaire », mais il ne semble pas servir à la motilité de celle-ci. 
Sa taille, sa forme et sa structure interne sont des critères (voire le principal critère) d’identification et de classification phylogénétique des espèces d'haptophytes (Haptophyceae), au moins aux stades motiles (Christensen , 1962 , 1966) de ces espèces. Les haptophytes sont les microalgues flagellées libres unicellulaires à comportement mixotrophique ou autotrophique selon les cas.

## Observation
L'haptonème (et plus encore son mouvement ses modifications de forme) est assez difficile à observer au microscope optique car il est presque translucide et difficile à colorer. 
Il apparait alors souvent comme une sorte de cil ou de troisième flagelle. 
Il est plus facile à étudier au microscope électronique mais alors sous une forme moins naturelle. 
L’observation de son ultrastructure le différentie clairement du flagelle ou d'un cil : il ne provient pas d’un Axonème ,
La présence/absence d'appendice est un critère taxonomique à utiliser avec précaution pour l’identification d'une espèce, car chez certaines, l’haptonème n’apparait que lors d’une seule des phases du cycle de développement des individus (Ces espèces ont souvent une phase motile et une phase non-motile, et les changements de phase ne s’effectuent que dans certaines circonstances environnementales, pas toujours bien comprises ou non comprises chez un grand nombre d’espèces).

## Taille et forme
Cette structure tubulaire plus ou moins quiescente a une taille qui varie beaucoup selon l'espèce considérée. Elle varie entre à peine quelques microns (voire absence complète) à 160 µm chez Chrysochromulina camella.
Comparée à la longueur des flagelles, l'haptonème est nettement plus court qu’eux  chez  Chrysochromulina kappa et C. minor   (Parke et al. 1955). Inversement, chez d’autres espèces comme C. alifera, C. ephippium, C. strobilus, il est plusieurs fois plus long que les flagelles (par exemple chez selon Parke, Manton(1956) & Clarke (1959)? Chez C. parva, il  est également plus long qu’eux  (Park e et al. 1962).
L’haptonème a une capacité à s'enrouler et se dérouler (ce qui complique la mesure de sa longueur). Il a souvent une forme hélicoïdale chez certains Chrysochromulinae. Chez divers coccolithophoridés étudiés, il ne prend cette forme que quand la cellule est stressée (ex : début de dessication) ou morte (au microscope électronique) et l’enroulement/déroulement est toujours dans ce cas assez lent. Sur des cellules vivantes, cet enroulement a été pour la première fois observé au microscope optique sur l'algue Balaniger balticus (qui est en fait le stade flagellé et mobile de Pappomonas virgulosa (sources :  Øster- gaard 1993 et Thomsen com. Pers citée par Chantal Billard et al.).
Chez certaines espèces l'haptonème est invisible (rarement inexistant ou uniquement interne à la cellule et ne contenant que quelques courts microtubules) ou peu visible car « vestigial », chez certains coccolithophoridés, (Hymenomonadaceae par exemple). 
Chez les espèces de Pleurochrysis (Pleurochrysidaceae) et chez Hymenomonas roseola (Hymenomonadaceae), il est atrophié et prend une forme « bulbleuse »  (Manton and Peterfi, 1969).

## Fonctions
Des « mouvements haptonémataux» sont observés au microscope. Leurs fonctions sont longtemps restées inconnues (et elles ne sont peut-être pas encore toutes cernées).
L’haptonème n’est pas d’un cil (car il peut prendre aussi bien prendre la forme d’un tire-bouchon ou d’un ressort que d’un harpon ou d’un crochet), et ses fonctions semblent différer de celles du Pilus développé par certaines bactéries. Cet « organe » qui peut rapidement se contracter pour prendre une forme hélicoïdale, au moins chez certaines espèces à long haptonème, semble « multifonctionnel ». 
Ces fonctions ont fait l’objet de plusieurs publications scientifiques importantes au début des années 1990. 
L'haptonème jouerait au moins trois rôles important :
1. ) Rôle sensoriel de détection d’obstacle ; chez certains coccolithophores, l'haptonème est atrophié et quand il est présent semble de même nature morphologique que chez les espèces proches, mais moins fonctionnel que chez d'autres espèces[6]. On a cependant observé que chez ces espèces, quand l'haptonème touche un obstacle, la cellule inverse rapidement son mouvement de natation et recule[6]. On ignore si c’est une fonction ancienne qui a été conservée, ou si c’est une fonction nouvellement acquise alors que d’autres ont été perdues.
2. ) rôle d’ancrage (sur un substrat ou une « proie »)[1].
3. ) rôle dans la nutrition cellulaire (collecte de particules nutritives dans le milieu), (Kawachi et al 1991;. 1993 Jones et al;. Kawachi et Inouye, 1995).

La phagocytose a ainsi été observée chez divers haptophytes, par exemple chez les algues marines flagellées Prymnesium patelliferum ou Chrysochromulina hirta, qui se montrent capable de capturer des « proies » (particules alimentaires) et de s’en rapprocher (ou les attirer à elle) pour les phagocyter et les digérer. 
Quand elle « chasse », cette algue nage avec son haptonème tendu vers l'avant, alors que ses deux flagelles battent en arrière le long du corps. 
Quand elle rencontre une particule nutritive, celle-ci  est « harponée » ou collée à l’haptonème, puis ramenée vers un point particulier de l’haptonème dit « zone d’agrégation de particules », où plusieurs particules peuvent être rassemblées. La cellule cesse ensuite de nager et l'agrégat de nourriture est transporté vers la partie latérale puis postérieure de l’extérieur de la cellule, où il sera ingéré par phagocytose. 
Les mouvements de l'haptonème sont périodiquement répétés, même quand il n'a « capturé » aucune particules, ce qui suggère un mouvement programmé plutôt qu’une réponse réflexe à un stimulus alimentaire.
Un mode d'action un peu différent a été décrit chez Chrysochromulina spinifera par Pienaar et Norris dans les années 1990 : Dans ce cas, les flagelles génèrent un courant d’eau qui amène les particules potentiellement alimentaires vers l'algue ; ces particules adhèrent à une structure en écailles épineuses sur l’enveloppe de l’algue et sont transportées vers l’haptonème où elles forment un agrégat, qui est ensuite transporté par l’haptonème vers la zone de phagocytose. Ici aussi, le mouvement de l’haptonème s’effectue périodiquement, même quand il n’est pas garni de particules.

## Structure
L'haptonème est une sorte de filament en grande partie  externe à la cellule, mais qui reste en communication avec celle-ci. Il présente souvent un léger renflement à sa base. 
Il contient un ou plusieurs faisceaux de microtubules (6 ou 7 dans la plupart des cas, exceptionnellement huit), dont les fonctions sont encore mal comprises.
Le mécanisme permettant les mouvements de l’haptonème pourrait être lié au glissement des microtubules les uns sur les autres.

### Ultrastructure
Inouye et Pienaar notent en 1985 que le  réticulum endoplasmique  qu’il contient a (comme le faisceau de microtubules) une section qui prend parfois la forme d’un arc. 
Tous ou une partie des microtubules qu’il contient sont en contact avec l’intérieur de la cellule ; à la base de l’haptonème, le nombre de microtubules est réduit chez certaines espèces (il passe par exemple de 7 à 3  chez Chrysochromulina  simplex, alors que les 7 microtubules traversent la paroi cellulaire chez l’espèce proche Chrysochromulina acantha).

## Régénération
La régénération de cet appendice est possible au moins chez certaines espèces.
Elle a été décrite en 1993 par  Andrew J. Gregson et son équipe.

#### Illustrations
- Oddělení Prymnesiophyta (Haptophyta) ; Fykologická labotaroř na katedře botaniky Přírodovědecké fakulty JU v Českých Budějovicích
- Holistic deseign ecology (2009) The Life and Death of Algae (avec illustrations d'haptonèmes)
- El Mahdi Bendif, Ian Probert, Annie Hervé, Chantal Billard, Didier Goux, Christophe Lelong, Jean-Paul Cadoret et Benoît Véron (2011), Integrative Taxonomy of the Pavlovophyceae (Haptophyta): A Reassessment, Protist, Volume 162, Issue 5, November 2011, Pages 738–761